# Move (polecenie)
MOVE – polecenie pozwalające przenosić pliki lub katalogi do innych niż aktualne.
Polecenie używane w systemiach Windows oraz w środowisku DOS, oraz MS-DOS.
Odpowiednikiem polecenia jest mv w systemach unixowych i Linux.

## Przykłady użycia
Przeniesienie katalogu C:\Users\user\Desktop\folder do C:\Users\user\Documents\:
```
MOVE
 C:\Users\user\Desktop\folder C:\Users\user\Documents

```

Zmiana nazwy pliku plik1 na plik2:
```
MOVE
 plik1 plik2

```

Parametr /Y – pomija komunikat pytający, czy chcemy dokonać nadpisania pliku.
Parametr /-Y – powoduje wyświetlenie komunikatu z pytaniem, czy chcemy dokonać nadpisania pliku.